# Glen Grant
Glen Grant is een Schotse single malt whisky. De gelijknamige distilleerderij, gevestigd in Rothes, Morayshire, is eigendom van Davide Campari-Milano S.p.A., bekend van Campari en Skyy Wodka.
De distilleerderij werd in 1840 opgezet door de broers John en James Grant. James' zoon nam de leiding van de distilleerderij in 1872 over, nadat de oprichters beide overleden waren. Aan de andere kant van de straat werd een tweede distilleerderij gebouwd, die in eerste instantie Glen Grant nr. 2, heette, later Caperdonich. De twee distilleerderijen waren door een pijpleiding met elkaar verbonden, totdat in 1902 de tweede distilleerderij gesloten werd.
Vanaf de jaren zeventig wisselde de distilleerderij diverse keren van eigenaar. Seagram was enige tijd eigenaar, en liet het aantal ketels uitbreiden tot acht. Pernod Ricard was eigenaar van 2001 tot 2005, en later de Campari groep.

## Galerij

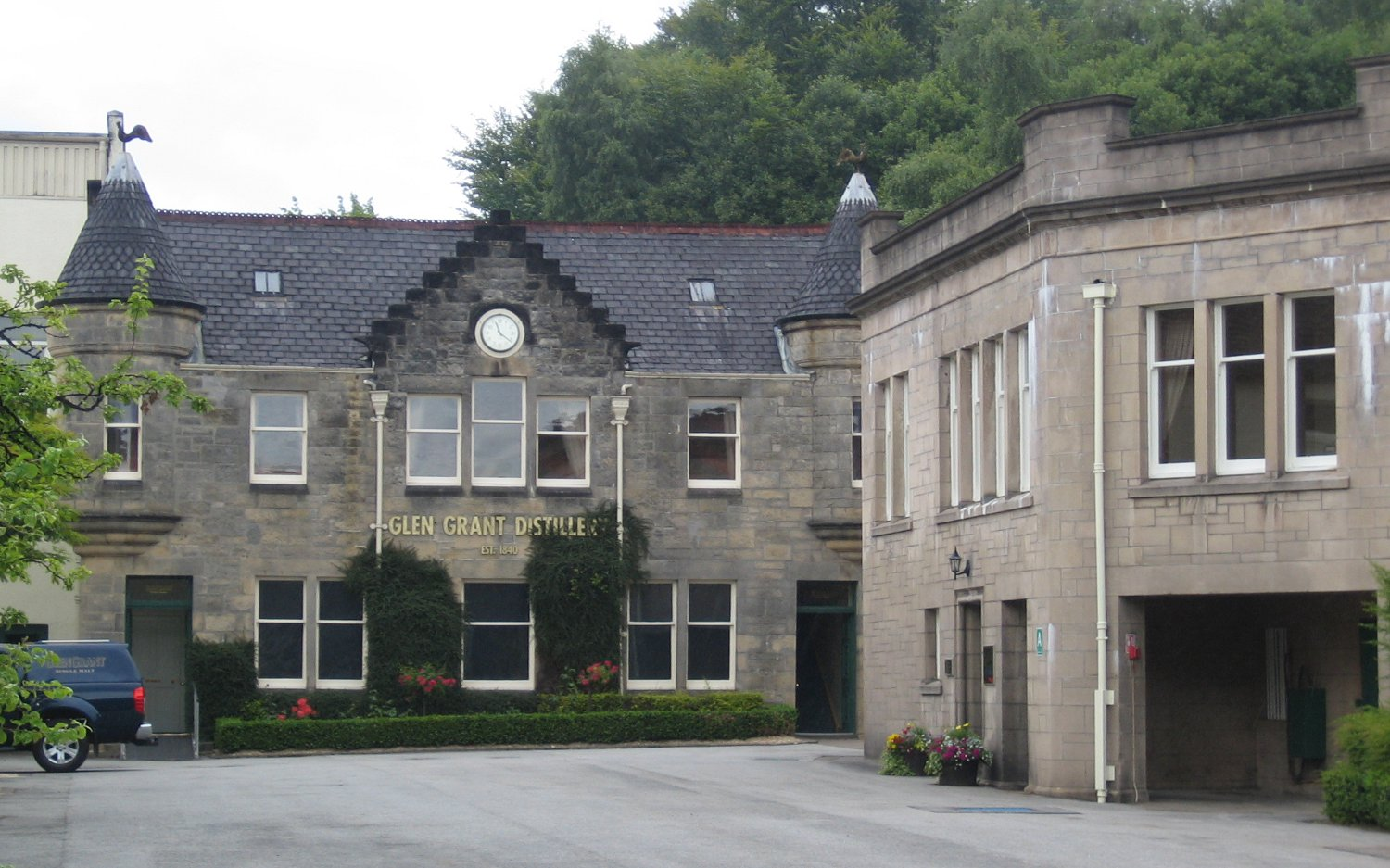
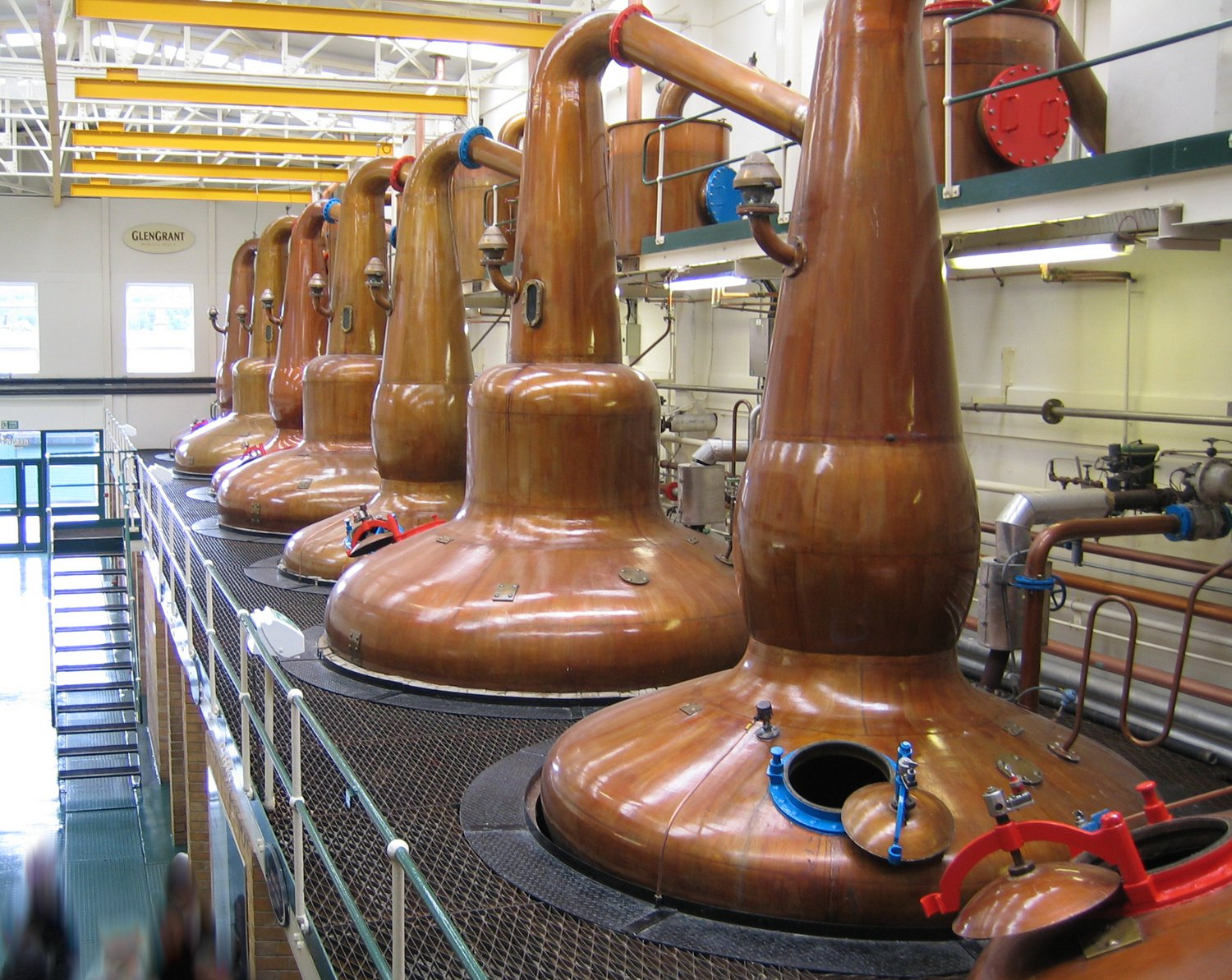
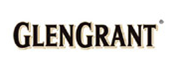